# Abutilon roseum
Abutilon roseum är en malvaväxtart som beskrevs av Hand.-mazz.. Abutilon roseum ingår i släktet klockmalvor, och familjen malvaväxter. Inga underarter finns listade i Catalogue of Life.